# Оксер (графство)
Графство Оксер (на френски: Comté d'Auxerre) e средновековно бургундско графство със столица град Оксер.
Съществува от 9 век до 1370 г. По време на Каролингите графството принадлежало на графа-епископ на Оксер.